# Liste des ministres français des Postes et Télécommunications
Cet article dresse une liste de membres du gouvernement français chargés des Postes et Télécommunications.
Les dates indiquées sont les dates de prise ou de cessation des fonctions, qui sont en général la veille de la date du Journal Officiel dans lequel est paru le décret de nomination.

## Historique
Les ministres chargés des Postes et des Télécommunications sont précédés de directeurs généraux de la Poste, et avec l'apparition du télégraphe, de directeurs généraux des Télégraphes. Sous la IIIe République, avec la fusion de ces deux administrations, on voit apparaître des fonctions ministérielles : ministres des Postes et Télégraphes, ministres des « P.T.T. » (Postes, télégraphes et téléphones), puis des « Postes et Télécommunications »,.

## IIIeRépublique
- 5 février 1879 - 6 avril 1885 : Adolphe Cochery[4],[5]
- 6 avril 1885 - 7 janvier 1886 : Ferdinand Sarrien[4]
- 7 janvier 1886 - 30 mai 1887 : Félix Granet[4]
- 30 mai 1887 - 12 décembre 1887 : Maurice Rouvier[6]
- 12 décembre 1887 - 3 avril 1888 : Pierre Tirard[6]
- 3 avril 1888 - 22 février 1889 : Paul Peytral[6]
- 22 février 1889 - 14 mars 1889 : Pierre Tirard[6]
- 14 mars 1889 - 17 mars 1890 : Pierre Tirard[7]
- 17 mars 1890 - 8 mars 1892 : Jules Roche[7]
- 8 mars 1892 - 6 décembre 1892 : Jules Roche[8]
- 6 décembre 1892 - 11 janvier 1893 : Jules Siegfried[8]
- 11 janvier 1893 - 4 avril 1893 : Jules Siegfried[7]
- 4 avril 1893 - 3 décembre 1893 : Louis Terrier[7]
- 3 décembre 1893 - 24 mars 1894 : Antoine Marty[7]
- 24 mars 1894 - 30 mai 1894 : Antoine Marty[8]
- 30 mai 1894 - 26 janvier 1895 : Victor Lourties[8]
- 26 janvier 1895 - 1er novembre 1895 : André Lebon[8]
- 1er novembre 1895 - 29 avril 1896 : Gustave Mesureur[8]
- 29 avril 1896 - 28 juin 1898 : Henry Boucher[8]
  - 23 mai 1896 - 27 juin 1898 : Édouard Delpeuch (sous-secrétaire d'État des Postes et Télégraphes)
- 28 juin 1898 - 1er novembre 1898 : Émile Maruéjouls[8]
  - 5 juillet 1898 - 7 juin 1902 : Léon Mougeot (sous-secrétaire d'État des Postes et Télégraphes)
- 1er novembre 1898 - 22 juin 1899 : Paul Delombre[8]
- 22 juin 1899 - 7 juin 1902 : Alexandre Millerand[8]
- 7 juin 1902 - 24 janvier 1905 : Georges Trouillot[8]
  - 7 juin 1902 - 25 octobre 1906 : Alexandre Bérard (sous-secrétaire d'État des Postes et Télégraphes)
- 24 janvier 1905 - 12 novembre 1905 : Fernand Dubief[8]
- 12 novembre 1905 - 14 mars 1906 : Georges Trouillot[8]
- 14 mars 1906 - 24 juillet 1909 : Louis Barthou[9]
  - 25 octobre 1906 - 23 juillet 1909 : Julien Simyan (sous-secrétaire d'État des Postes et Télégraphes)
- 24 juillet 1909 - 3 novembre 1910 : Alexandre Millerand[9]
- 3 novembre 1910 - 2 mars 1911 : Louis Puech[9]
- 2 mars 1911 - 27 juin 1911 : Charles Dumont[9]
  - 3 mars 1911 - 22 mars 1913 : Charles Chaumet (sous-secrétaire d'État des Postes et Télégraphes)[10]
- 27 juin 1911 - 14 janvier 1912 : Victor Augagneur[9]
- 14 janvier 1912 - 22 mars 1913 : Jean Dupuy[9]
- 22 mars 1913 - 9 décembre 1913 : Alfred Massé[8]
- 9 décembre 1913 - 17 mars 1914 : Louis Malvy[8]
- 17 mars 1914 - 9 juin 1914 : Raoul Péret[8]
- 9 juin 1914 - 13 juin 1914 : Marc Réville[8]
- 13 juin 1914 - 29 octobre 1915 : Gaston Thomson[8]
- 29 octobre 1915 - 27 novembre 1919 : Étienne Clémentel[8],[11]
  - 12 septembre 1917 - 16 novembre 1917 : Paul Morel (sous-secrétaire d'État des Postes et Télégraphes)
  - 28 novembre 1918 - 17 janvier 1921 : Louis Deschamps (sous-secrétaire d'État des Postes et Télégraphes)
- 27 novembre 1919 - 20 janvier 1920 : Louis Dubois[8]
- 20 janvier 1920 - 28 mars 1924 : Yves Le Trocquer[12],[13]
  - 17 juin 1921 - 29 mai 1924 : Paul Laffont (sous-secrétaire d'État des Postes et Télégraphes)[14]
- 29 mars 1924 - 9 juin 1924 : Louis Loucheur[8]
- 9 juin 1924 - 14 juin 1924 : Pierre-Étienne Flandin[8]
  - 14 juin 1924 - 17 avril 1925 : Pierre Robert (sous-secrétaire d'État des Postes et Télégraphes)
- 17 avril 1925 - 29 octobre 1925 : Charles Chaumet[8]
- 29 octobre 1925 - 23 juin 1926 : Charles Daniel-Vincent[8]
- 23 juin 1926 - 19 juillet 1926 : Fernand Chapsal[8]
- 23 juillet 1926 - 2 septembre 1928 : Maurice Bokanowski[8]
- 14 septembre 1928 - 11 novembre 1928 : Henry Chéron[8]
  - 11 novembre 1928 - 2 novembre 1929 : Louis Germain-Martin (sous-secrétaire d'État des PTT)
- 3 novembre 1929 - 21 février 1930 : Louis Germain-Martin[15]
- 21 février 1930 - 2 mars 1930 : Julien Durand[15]
- 2 mars 1930 - 13 décembre 1930 : André Mallarmé[15]
- 13 décembre 1930 - 27 janvier 1931 : Georges Bonnet[15]
- 27 janvier 1931 - 20 février 1932 : Charles Guernier[15]
- 20 février 1932 - 3 juin 1932 : Louis Rollin[15]
- 3 juin 1932 - 18 décembre 1932 : Henri Queuille[15]
- 18 décembre 1932 - 26 octobre 1933 : Laurent Eynac[15]
- 26 octobre 1933 - 30 janvier 1934 : Jean Mistler[15]
- 30 janvier 1934 - 9 février 1934 : Paul Bernier[15]
- 9 février 1934 - 8 novembre 1934 : André Mallarmé[15]
- 8 novembre 1934 - 4 juin 1936 : Georges Mandel[15]
- 4 juin 1936 - 22 juin 1937 : Robert Jardillier[15]
- 22 juin 1937 - 18 janvier 1938 : Jean-Baptiste Lebas[15]
- 18 janvier 1938 - 13 mars 1938 : Fernand Gentin[15]
- 13 mars 1938 - 10 avril 1938 : Jean-Baptiste Lebas[15]
- 10 avril 1938 - 16 juin 1940 : Alfred Jules-Julien[15]
- 16 juin 1940 - 27 juin 1940 : Ludovic-Oscar Frossard[16]
- 27 juin 1940 - 12 juillet 1940 : André Février[17]

## Régime de Vichy
- 12 juillet 1940 - 6 septembre 1940 : François Piétri[18],[19],[20]
- 6 septembre 1940 - 18 avril 1942 : Jean Berthelot[19]
- 18 avril 1942 - 18 novembre 1942 : Robert Gibrat[19]
- 18 novembre 1942 - 20 août 1944 : Jean Bichelonne[21]

## Libération etIVeRépublique
- 26 août 1944 - 10 septembre 1944 : Edmond Quenot (secrétaire général des PTT)[22],[23]
- 10 septembre 1944 - 27 juin 1945 : Augustin Laurent[24]
- 27 juin 1945 - 26 janvier 1946 : Eugène Thomas
- 26 janvier 1946 - 16 décembre 1946 : Jean Letourneau
- 16 décembre 1946 - 22 janvier 1947 : Eugène Thomas
- 9 mai 1947 - 22 octobre 1947 : Eugène Thomas
  - 27 octobre 1947 - 28 octobre 1949 : Eugène Thomas (secrétaire d'État)[25]
- 29 octobre 1949 - 7 février 1950 : Eugène Thomas
- 7 février 1950 - 11 août 1951 : Charles Brune
- 11 août 1951 - 4 octobre 1951 : Joseph Laniel
- 4 octobre 1951 - 20 janvier 1952 : Roger Duchet
- 20 janvier 1952 - 8 mars 1952 : Roger Duchet
- 8 mars 1952 - 28 juin 1953 : Roger Duchet
- 28 juin 1953 - 19 juin 1954 : Pierre Ferri
  - 19 juin 1954 - 23 février 1955 : André Bardon (secrétaire d'État)
- 23 février 1955 - 1er février 1956 : Édouard Bonnefous
  - 1er février 1956 - 13 mai 1958 : Eugène Thomas (secrétaire d'État)
- 9 juin 1958 - 8 janvier 1959 : Eugène Thomas

## 

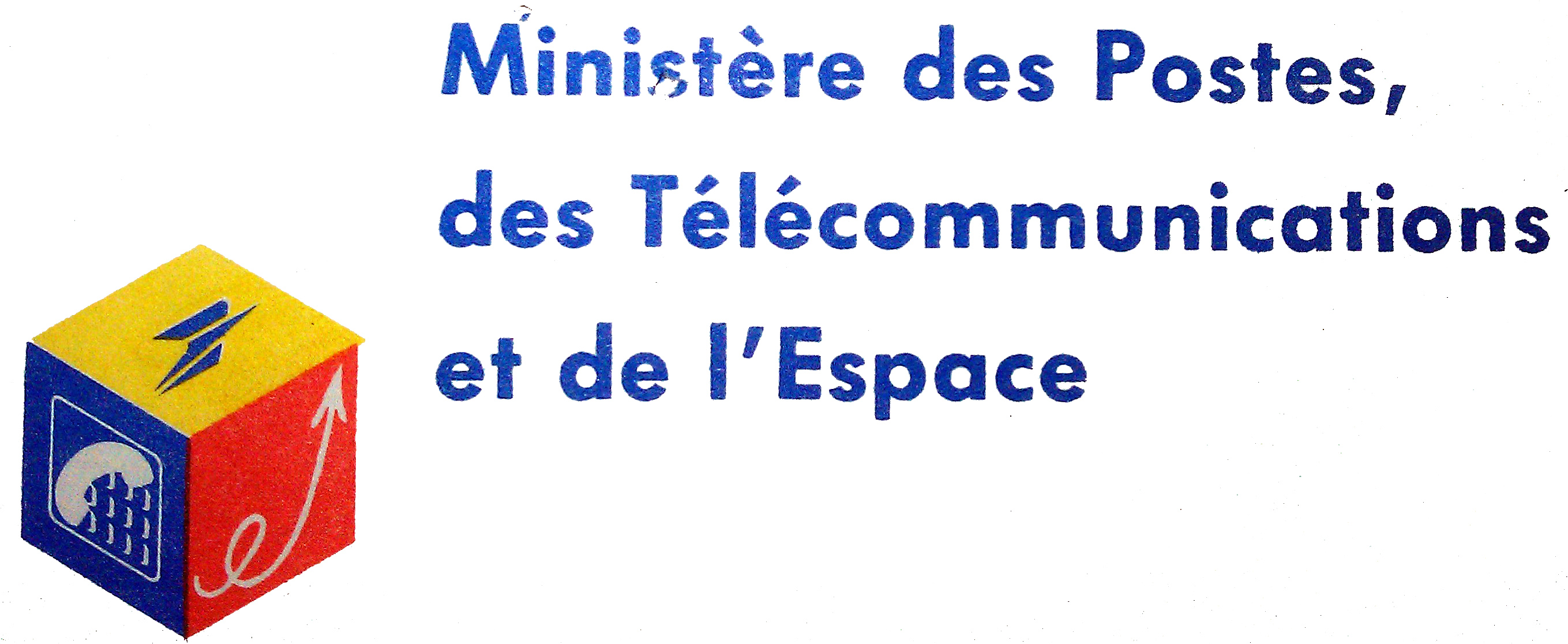
Logo du ministère utilisé de 1988 à 1991.

## VeRépublique
| Ministre                                             | Intitulé | Ministre délégué ou secrétaire d'État    | Intitulé                                                                     | Gouvernement      | Date                  |
| ---------------------------------------------------- | --- | ---------------------------------------- | ---------------------------------------------------------------------------- | ----------------- | --------------------- |
| Bernard Cornut-Gentille                              | Ministre des Postes, télégraphes et téléphones (jusqu'au 24/08/1959) Ministre des Postes et télécommunications | Aucun                                    | Aucun                                                                        | Debré             | 08/01/1959 05/02/1960 |
| Michel Maurice-Bokanowski                            | Ministre des Postes et télécommunications                                                                      | Aucun                                    | Aucun                                                                        | Debré             | 05/02/1960 14/04/1962 |
| Jacques Marette                                      | Ministre des Postes et télécommunications                                                                      | Aucun                                    | Aucun                                                                        | Pompidou 1        | 15/04/1962 28/11/1962 |
| Jacques Marette                                      | Ministre des Postes et télécommunications                                                                      | Aucun                                    | Aucun                                                                        | Pompidou 2        | 06/12/1962 08/01/1966 |
| Jacques Marette                                      | Ministre des Postes et télécommunications                                                                      | Aucun                                    | Aucun                                                                        | Pompidou 3        | 08/01/1966 01/04/1967 |
| Yves Guéna                                           | Ministre des Postes et télécommunications                                                                      | Aucun                                    | Aucun                                                                        | Pompidou 4        | 07/04/1967 31/05/1968 |
| André Bettencourt                                    | Ministre des Postes et télécommunications                                                                      | Aucun                                    | Aucun                                                                        | Pompidou 4        | 31/05/1968 10/07/1968 |
| Yves Guéna                                           | Ministre des Postes et télécommunications                                                                      | Aucun                                    | Aucun                                                                        | Couve de Murville | 12/07/1968 20/06/1969 |
| Robert Galley                                        | Ministre des Postes et télécommunications                                                                      | Aucun                                    | Aucun                                                                        | Chaban-Delmas     | 22/06/1969 05/07/1972 |
| Hubert Germain                                       | Ministre des Postes et télécommunications                                                                      | Aucun                                    | Aucun                                                                        | Messmer 1         | 06/07/1972 28/03/1973 |
| Hubert Germain                                       | Ministre des Postes et télécommunications                                                                      | Aucun                                    | Aucun                                                                        | Messmer 2         | 05/04/1973 27/02/1974 |
| Jean Royer                                           | Ministre des Postes et télécommunications                                                                      | Aucun                                    | Aucun                                                                        | Messmer 3         | 01/03/1974 11/04/1974 |
| Hubert Germain (par intérim)                         | Ministre des Postes et télécommunications                                                                      | Aucun                                    | Aucun                                                                        | Messmer 3         | 11/04/1974 27/05/1974 |
| Robert Galley (par intérim) (à partir du 30/05/1974) | Ministre des Postes et télécommunications                                                                      | Aucun                                    | Aucun                                                                        | Chirac 1          | 28/05/1974 08/06/1974 |
| Pierre Lelong                                        | Secrétaire d'État aux Postes et télécommunications                                                             | Plein exercice                           | Plein exercice                                                               | Chirac 1          | 08/06/1974 31/01/1975 |
| Aymar Achille-Fould                                  | Secrétaire d'État aux Postes et télécommunications                                                             | Plein exercice                           | Plein exercice                                                               | Chirac 1          | 31/01/1975 12/01/1976 |
| Norbert Ségard                                       | Secrétaire d'État aux Postes et télécommunications                                                             | Plein exercice                           | Plein exercice                                                               | Chirac 1          | 12/01/1976 25/08/1976 |
| Norbert Ségard                                       | Secrétaire d'État aux Postes et télécommunications                                                             | Plein exercice                           | Plein exercice                                                               | Barre 1           | 27/08/1976 29/03/1977 |
| Norbert Ségard (à partir du 01/04/1977)              | Secrétaire d'État aux Postes et télécommunications                                                             | Plein exercice                           | Plein exercice                                                               | Barre 2           | 30/03/1977 31/03/1978 |
| Norbert Ségard                                       | Secrétaire d'État aux Postes et télécommunications                                                             | Plein exercice                           | Plein exercice                                                               | Barre 3           | 05/04/1978 05/11/1980 |
| Pierre Ribes                                         | Secrétaire d'État aux Postes et télécommunications et à la Télédiffusion                                       | Plein exercice                           | Plein exercice                                                               | Barre 3           | 05/11/1980 13/05/1981 |
| Louis Mexandeau                                      | Ministre des P.T.T.                                                                                            | Aucun                                    | Aucun                                                                        | Mauroy 1          | 22/05/1981 22/06/1981 |
| Louis Mexandeau                                      | Ministre des P.T.T.                                                                                            | Aucun                                    | Aucun                                                                        | Mauroy 2          | 23/06/1981 22/03/1983 |
| Laurent Fabius                                       | Ministre de l'Industrie et de la Recherche                                                                     | Louis Mexandeau (à partir du 24/03/1983) | Ministre délégué chargé des P.T.T.                                           | Mauroy 3          | 22/03/1983 17/07/1984 |
| Laurent Fabius                                       | Ministre de l'Industrie et de la Recherche                                                                     | Jean Auroux (à partir du 24/03/1983)     | Secrétaire d'État chargé de l'Énergie                                        | Mauroy 3          | 22/03/1983 17/07/1984 |
| Édith Cresson                                        | Ministre du Redéploiement industriel et du Commerce extérieur                                                  | Louis Mexandeau (à partir du 23/07/1984) | Ministre délégué chargé des P.T.T.                                           | Fabius            | 19/07/1984 15/11/1985 |
| Édith Cresson                                        | Ministre du Redéploiement industriel et du Commerce extérieur                                                  | Martin Malvy                             | Secrétaire d'État chargé de l'Énergie (à partir du 23/07/1984)               | Fabius            | 19/07/1984 15/11/1985 |
| Louis Mexandeau                                      | Ministre des P.T.T.                                                                                            | Aucun                                    | Aucun                                                                        | Fabius            | 15/11/1985 20/03/1986 |
| Alain Madelin                                        | Ministre de l'Industrie, des P. et T. et du Tourisme                                                           | Gérard Longuet                           | Ministre délégué chargé des P. et T. (à partir du 19/08/1986)                | Chirac 2          | 20/03/1986 10/05/1988 |
| Alain Madelin                                        | Ministre de l'Industrie, des P. et T. et du Tourisme                                                           | Gérard Longuet                           | Secrétaire d'État chargé des P. et T. (jusqu'au 19/08/1986)                  | Chirac 2          | 20/03/1986 10/05/1988 |
| Alain Madelin                                        | Ministre de l'Industrie, des P. et T. et du Tourisme                                                           | Jean-Jacques Descamps                    | Secrétaire d'État chargé du Tourisme (à partir du 25/03/1986)                | Chirac 2          | 20/03/1986 10/05/1988 |
| Paul Quilès                                          | Ministre des Postes et télécommunications et de l'Espace                                                       | Aucun                                    | Aucun                                                                        | Rocard 1          | 12/05/1988 23/06/1988 |
| Paul Quilès                                          | Ministre des Postes, des Télécommunications et de l'Espace                                                     | Aucun                                    | Aucun                                                                        | Rocard 2          | 28/06/1988 15/05/1991 |
| Pierre Bérégovoy                                     | Ministre d'État, ministre de l'Économie, des Finances et du Budget                                             | Jean-Marie Rausch                        | Ministre délégué aux Postes et télécommunications                            | Cresson           | 16/05/1991 02/04/1992 |
| Émile Zuccarelli                                     | Ministre des Postes et télécommunications                                                                      | Aucun                                    | Aucun                                                                        | Bérégovoy         | 02/04/1992 29/03/1993 |
| Gérard Longuet                                       | Ministre de l'Industrie, des Postes et télécommunications et du Commerce extérieur                             | Aucun                                    | Aucun                                                                        | Balladur          | 30/03/1993 14/10/1994 |
| José Rossi                                           | Ministre de l'Industrie, des Postes et télécommunications et du Commerce extérieur                             | Aucun                                    | Aucun                                                                        | Balladur          | 17/10/1994 11/05/1995 |
| François Fillon                                      | Ministre des Technologies de l'Information et de La Poste                                                      | Aucun                                    | Aucun                                                                        | Juppé 1           | 18/05/1995 07/11/1995 |
| Franck Borotra                                       | Ministre de l'Industrie, de la Poste et des Télécommunications                                                 | François Fillon                          | Ministre délégué à la Poste, aux Télécommunications et à l'Espace            | Juppé 2           | 07/11/1995 02/06/1997 |
| Poste supprimé                                       | |                                          |                                                                              |                   |                       |
| Bruno Le Maire                                       | Ministre de l'Économie, des Finances et de la Souveraineté industrielle et numérique                           | Jean-Noël Barrot                         | Ministre délégué chargé de la Transition numérique et des Télécommunications | Borne             | 04/07/2022 20/07/2023 |